# Nanette Blitz Konig
Nanette Blitz Konig (Amsterdã, 6 de abril de 1929) é uma sobrevivente do Holocausto, escritora e palestrante holandesa. 
Conhecida por ser ter sido uma das amigas da Anne Frank, morta no campo de concentração Bergen-Belsen, Nanette se dedica a dar palestras para alertar sobre os riscos do antissemitismo e da intolerância.

## Biografia
Nanette nasceu em 1929, em Amsterdã, nos Países Baixos. É filha de Martijn Willem Blitz, natural da Holanda, que trabalhava na gerência do Banco de Amsterdã e de Helene Victoria Davids, natural de Kimberley, na África do Sul, onde morava sua família. Nanette tinha um irmão mais velho chamado Bernard Martijn, nascido em 1927. Também teve um irmão mais novo, Willem, nascido em 1932, que morreu em 1936, vítima de problemas cardíacos. Sua família era de origem judia de classe média, não muito religiosa.
Os nazistas invadiram a Holanda em 10 de maio de 1940 e, a partir do mês de agosto, começaram a impor leis antissemitas aos judeus no país. Seu pai foi impedido de trabalhar no banco. Foi incluído junto com a família numa lista de judeus que deveriam ir para a Palestina, supostamente para sermos trocados por prisioneiros de guerra. No início de outubro de 1941, os alunos judeus tinham de frequentar escolas separadas e é nessa ocasião que Nanette torna-se colega de classe de Anne Frank no Liceu Judaico.
Em setembro de 1942, a família Blitz é detida em casa e levada para o campo de transição de Westerbork. Em 15 de fevereiro de 1944,  são deportados para o campo de concentração de Bergen-Belsen. No final de novembro de 1944, o pai de Nanette morreu, e no início de dezembro, o irmão de Nanette e sua mãe foram transferidos de Bergen-Belsen e Nanette ficou sozinha.
Seu irmão morreu no campo de concentração de Oranienburg e sua mãe foi deportada para uma mina de sal em Beendorf para trabalho escravo, vindo a falecer em abril de 1945 durante uma viagem de trem que tinha como destino a Suécia.
Em janeiro de 1945, Nanette foi enviada para outra parte do campo de Bergen-Belsen, conhecida como campo pequeno para mulheres. De lá, ela via Anne no chamado grande campo de mulheres, separado por uma cerca de arame farpado. Estes dois campos tornariam-se um só quando a cerca foi retirada em fevereiro de 1945.
Nanette procurou por Anne e se encontrou com ela e sua irmã, Margot. Margot e Anne estavam fracas, famintas e desnutridas, enroladas em cobertores. Anne chegou a contar sobre o diário que escreveu enquanto esteve escondida no Anexo Secreto. Nanette sobreviveu a Bergen-Belsen, sendo salva pelo major britânico Leonard Berney, um dos primeiros oficiais britânicos na libertação de Bergen-Belsen. Fraca e doente, Nanette ficou hospitalizada e depois da guerra passou três anos em um sanatório para sobreviventes de guerra em Amsterdã por ter contraído tifo, a doença que matou Anne Frank. Nesta época recebeu do pai de Anne, Otto Frank, um exemplar do livro escrito pela filha, “Het Achterhuis” (O Anexo Secreto).

## Depois da guerra
Quando se recuperou, Nanette foi morar na Inglaterra, onde conheceu o atual marido, John Konig, que é húngaro. Em 1953, os dois se casaram e mudaram para o Brasil logo em seguida. Trabalhou como secretária em Londres, mas em São Paulo se dedicou à criação dos filhos. Quando eles cresceram e saíram de casa, Nanette estudou economia, mas não exerceu a profissão.
Atualmente, Nanette dá palestras de conscientização sobre sua vida e o holocausto. Em 2015, ela escreveu o livro Eu Sobrevivi ao Holocausto, onde conta em detalhes o que passou durante a guerra.